# Erwin Sperisen
Erwin Johann Sperisen Vernon (* 27. Juni 1970) ist ein schweizerisch-guatemaltekischer ehemaliger Polizeioffizier. Er wurde im April 2018 in der Schweiz wegen Beihilfe zum siebenfachen Mord für Vorfälle 2006 in Guatemala angeklagt. Nachdem ein erstes Urteil zu dieser Anklage nach Anrufung des EGMR durch das Bundesgericht aufgehoben wurde (6F_33/2023), wurde er im September 2024 von der Genfer Berufungs- und Revisionsstrafkammer wegen Beihilfe zum Mord an sieben Häftlingen schuldig gesprochen und zu 14 Jahren Haft verurteilt. Seine Verteidiger ziehen das Urteil weiter ans Bundesgericht.

## Leben
Sperisen wurde als Sohn des Edoardo Ernesto Sperisen geboren, der in Guatemala-Stadt eine Glaserei und später eine kleine Möbelmanufaktur betrieb und von Alvaro Arzú 1996 als Vizeminister in seine Mitte-rechts-Regierung geholt wurde. Der Grossvater Franz war 1928 aus der Schweiz eingewandert und arbeitete zeitweise als Verwalter auf einer Kaffeeplantage. Erwin Sperisens Familie spricht bereits kein Deutsch mehr.
2003 wurde Sperisen, aufgrund seiner hünenhaften Gestalt „El Vikingo“ genannt, in den Stadtrat von Guatemala-Stadt gewählt. Protegiert vom damaligen Innenminister Carlos Vielmann, wurde er am 1. August 2004 unter dem konservativen neuen Präsidenten Óscar Berger Perdomo trotz einschlägiger Erfahrung nur gerade bei der Feuerwehr, aber als nicht in die korrupten Netzwerke bei der Polizei verwickelter Aussenseiter zum Chef der Policía Nacional Civil ernannt. Nach der Ermordung von drei salvadorianischen Abgeordneten des Zentralamerikanischen Parlaments und ihres Fahrers in Guatemala-Stadt 2007 trat Sperisen zurück, nachdem der Verdacht aufgekommen war, dass die Tat auf Anordnung von oben begangen worden war. In diesem Zusammenhang wurde jedoch kein Vorwurf gegen ihn erhoben; er hatte vielmehr massgeblich zur Überführung der Täter beigetragen. Sperisen übersiedelte darauf im April 2007 in die Schweiz, wo seine Eltern, seine Frau und seine drei Kinder bereits lebten.
Nach dem Rücktritt von Präsident Óscar Berger im Januar 2008 erweiterte die von diesem ins Land geholte und im Auftrag der UNO tätige Comisión Internacional contra la Impunidad en Guatemala (Internationale Kommission gegen die Straffreiheit in Guatemala, CICIG) auf Betreiben der Nachfolgeregierung Álvaro Colom Caballeros ihr Mandat zur Korruptionsbekämpfung und nahm unter anderem Ermittlungen im „Fall Pavón“ auf. Dabei geht es um die Erstürmung des Gefängnisses Pavón (Granja Penal de Pavón) am 25. September 2006 (Operation „Pavo Real“) mit Beteiligung von über 3000 Beamten, mit der die staatliche Kontrolle über das von den Insassen selbst verwaltete Gefängnis wiedererlangt werden sollte und bei der sieben Insassen zu Tode kamen.
2008 und 2009 reichten verschiedene NGOs, darunter TRIAL International, Amnesty International und OMCT (Organisation Mondiale contre la Torture), Klage gegen Sperisen ein wegen eines kurz nach seiner Amtseinsetzung geschehenen Vorfalls namens Finca Nueva Linda. Die Anschuldigungen erwiesen sich als falsch und wurden nicht weiter verfolgt.
Im August 2010 klagte die CICIG Sperisen wegen der Anordnung von aussergerichtlichen Hinrichtungen von mindestens sieben Häftlingen im „Fall Pavón“ und nun auch von drei weiteren Häftlingen im Fall „El Infiernito“ an. Bei letzterem geht es um die Erschiessung von drei aus dem Gefängnis „El Infiernito“ geflohenen Häftlingen (Operation „Gavilán“) im Oktober 2005. Die Klage enthielt zudem den Vorwurf der Bildung einer kriminellen Organisation. Guatemala erliess einen internationalen Haftbefehl gegen Sperisen. Daneben richtete sich die Anklage der CICIG auch gegen Carlos Vielmann (ehemaliger Innenminister), Javier Figueroa (Vize-Polizeichef), Alejandro Giammattei (Chef des nationalen Gefängniswesens) und 14 weitere untergeordnete ehemalige Regierungsfunktionäre unter anderem wegen des „Falles Pavón“. Carlos Vielmann setzte sich darauf nach Spanien und Javier Figueroa nach Österreich ab, Alejandro Giammattei floh in die honduranische Botschaft in Guatemala. Als Erwin Sperisen via Medien von der Anklage der CICIG gegen ihn erfuhr, meldete er sich umgehend beim damaligen Genfer Staatsanwalt Daniel Zapelli und erklärte sich bereit, zu kooperieren.
Am 31. August 2012 wurde er aufgrund eines Rechtshilfeverfahrens von Ende 2011 in Genf verhaftet und ins Gefängnis Champ-Dollon verbracht. Da er Schweizer ist, darf er ohne sein Einverständnis nicht ins Ausland ausgeliefert werden.
Die übrigen hochrangigen Angeklagten wurden bereits 2010/2011 entlassen und später freigesprochen: Carlos Vielmann in Spanien, Javier Figueroa in Österreich und Alejandro Giammattei in Guatemala.
Im Juni 2014 befand das Kantonsgericht Genf, Sperisen habe bei der Erstürmung des Gefängnisses „El Pavón“ an der Ermordung von sechs Gefangenen mitgewirkt und einen weiteren eigenhändig erschossen. Dabei glaubte man einem französischen Zeugen, der damals in Pavón inhaftiert gewesen war und den Mord durch Sperisen gesehen haben will. Von der Mitwirkung am Mord der drei 2005 aus dem Gefängnis „El Infiernito“ geflohenen Häftlinge wurde er freigesprochen. Das Kantonsgericht verurteilte ihn zu lebenslänglicher Haft. Sowohl Sperisen, der die Vorwürfe stets bestritt und die Tötungen als Folge einer bewaffneten Auseinandersetzung darstellte, als auch die Staatsanwaltschaft legten Berufung ein.
Am 12. Mai 2015 bestätigte die Berufungskammer des Kantonsgerichts das vorinstanzliche Urteil. Sperisen wurde ausserdem nun doch schuldig gesprochen, am Mord der drei 2005 aus dem Gefängnis „El Infiernito“ geflohenen Häftlinge beteiligt gewesen zu sein, und wiederum zu lebenslänglicher Haft verurteilt. Sperisen erhob Beschwerde beim Bundesgericht.
Im Juni 2017 hob das Bundesgericht das Urteil wegen schwerwiegender Verfahrensmängel auf und wies es zur Neubeurteilung an das Genfer Kantonsgericht zurück. Die kantonalen Instanzen hätten zur entscheidenden Frage, ob Sperisen tatsächlich für die Geschehnisse verantwortlich ist, die ihm aus der Europäischen Menschenrechtskonvention (EMRK) zustehenden Garantien nicht ausreichend gewährt und Beweise seien zum Teil ungenügend begründet und willkürlich gewürdigt worden. Bei der Anklage betreffend den Vorfall im Gefängnis „El Infiernito“ sei der vorgeworfene Sachverhalt zu wenig genau umschrieben. Das Bundesgericht rügte zudem eine „Verletzung der Unschuldsvermutung“, insbesondere in Bezug auf die freigesprochenen angeblichen Mitverschwörer Vielmann, Figueroa und Giammattei.
Vor dem neuen Prozess versuchte der Staatsanwalt Yves Bertossa, die Anklage subsidiär mit dem Punkt des Begehens eines Verbrechens durch Unterlassung zu ergänzen. Sein Antrag wurde von der Berufungskammer des Genfer Kantonsgerichts abgewiesen, die Verteidiger Sperisens zeigten sich vom Antrag empört. Der ehemalige guatemaltekische Präsident Óscar Berger begab sich nach Genf, um wie bereits im Prozess gegen Figueroa zugunsten Sperisens auszusagen, wurde aber nicht als Zeuge zugelassen. Beim Prozess sagten auch zwei Ermittler der CICIG aus, Luis Modrego und Fernando Toledo, konnten aber wenig zur Aufklärung des Falls beitragen oder machten verwirrende Aussagen. Dagegen wurden zwei von der Verteidigung aufgebotene operationelle Leiter des Polizeieinsatzes von „Pavón“, wie schon in den vorherigen Verfahren, nicht als Zeugen zugelassen.
Am 27. April 2018 verurteilte die Berufungskammer des Genfer Kantonsgerichts Sperisen wegen Beihilfe zum Mord an sieben Gefangenen zu 15 Jahren Haft. Die Anklage wegen der Ermordung eines Gefangenen aus dem Gefängnis „El Pavón“ im Jahr 2006 wurde fallengelassen, von der Mitwirkung an der Ermordung der drei Gefangenen aus dem Gefängnis „El Infiernito“ im Jahr 2005 wurde er wieder freigesprochen. Sperisen zog das Urteil erneut vor das Bundesgericht.
2019 bestätigte das Bundesgericht die Freiheitsstrafe. Sperisens Anwälte teilten mit, dass sie das Urteil nicht akzeptieren und den Europäischen Gerichtshof für Menschenrechte anrufen werden. Die Anwälte kritisierten, die Schweizer Justizbehörden hätten elementarste Anforderungen an eine faire Prozessführung mit Füssen getreten, insbesondere das Recht auf ein unparteiliches Gericht.
2023 hiess der Europäische Gerichtshof für Menschenrechte eine Beschwerde von Sperisen gegen das Urteil des Genfer Kantonsgerichts gut, er erhält von der Schweiz eine Entschädigung von rund 15'000 Franken, weil sein Recht auf ein unparteiisches Gericht verletzt wurde. Weitere von Sperisen vorgebrachten Rügen, insbesondere bezüglich seiner Haft, wurden als unzulässig abgewiesen. Gestützt auf diesen Entscheid hob das Bundesgericht am 18. Oktober 2023 die Verurteilung auf und wies den Fall zurück an die Genfer Gerichte, gleichtags kam Sperisen frei. Im September 2024 wurde er von der Genfer Berufungs- und Revisionsstrafkammer der Beihilfe zum Mord an sieben Häftlingen schuldig gesprochen und zu 14 Jahren Haft verurteilt. Das Urteil zieht er weiter ans Bundesgericht.